# ハンス＝ユルゲン・デルナー
ハンス＝ユルゲン・デルナー（ドイツ語: Hans-Jürgen Dörner、1951年1月25日 - 2022年1月19日）は、ドイツ民主共和国の元サッカー選手、ドイツ民主共和国とドイツ連邦共和国の元サッカー指導者。元ドイツ民主共和国代表。選手時代のポジションはDF。
SGディナモ・ドレスデン一筋でプレーし、同クラブの黄金期を主将として支えたクラブ史上最大のレジェンドプレーヤーであった。また、ドイツ民主共和国全体で見ても、ユルゲン・クロイとともに二人しかいない年間最優秀選手賞を3回獲得した名選手であった。

## クラブ歴
1967年にSGディナモ・ドレスデンの下部組織に加入し、翌年にトップチームに昇格した。同クラブ一筋でプレーしたワンクラブマンで、DDRオーバーリーガ5回、FDGBポカール5回のタイトルを獲得した。1977年から引退する1985年迄の間は主将を務め、UEFAカップ1975-76、UEFAチャンピオンズカップ 1976-77、UEFAチャンピオンズカップ 1978-79、UEFAカップウィナーズカップ 1984-85、UEFAカップウィナーズカップ 1985-86の5大会で準決勝に進出し、クラブの黄金期を支えた。なお、彼が選手として在籍している間にオーバーリーガでトップ3を逃した事は1982-83シーズンの一回のみであった。オーバーリーガでの記録は合計392試合65得点で、ディフェンダーとしてはリーグ最多記録である。
1999年にはクラブ史上最も偉大な選手に選出された。

## 代表歴
1969年6月22日に行われたチリ代表との親善試合で代表初出場。1974年2月26日のチュニジア代表との親善試合で代表初得点を記録した。1976年にはモントリオールオリンピックに出場し金メダルを獲得した。1977年以降は主将として活躍した。代表最後の試合は1985年5月18日の1986 FIFAワールドカップ・予選のルクセンブルク代表戦で、合計100試合9得点の記録を残した。

## 指導歴
選手引退後はそのままディナモ・ドレスデンで下部組織の監督に就任した。その後、ドイツ民主共和国代表のコーチも務めた。
ドイツ統一後は1996年1月から翌年8月20日迄ヴェルダー・ブレーメンの監督を務めた。その後、FSVツヴィッカウやアル・アハリ、VfBライプツィヒの監督を務めた。

## 私生活
息子と孫もアマチュアのサッカー選手であった。
2022年1月19日に歿した。